# Polacos en la Wehrmacht

Consecuencias del ataque germano-soviético; divisiones de Polonia en esferas de interés.

Tras la Invasión alemana de Polonia en 1939, muchos antiguos ciudadanos de la Segunda República Polaca de todos los territorios polacos anexados por la Alemania nazi fueron reclutados por la fuerza en el ejército de la Wehrmacht en la Alta Silesia y en Pomerania . Fueron declarados ciudadanos del Tercer Reich por ley y, por lo tanto, estaban sujetos a la corte marcial de tambor en caso de evasión. El profesor Ryszard Kaczmarek de la Universidad de Silesia en Katowice, autor de una monografía titulada Polacy w Wehrmachcie ("Polos en la Wehrmacht") señaló que la escala de este fenómeno era mucho mayor de lo que se suponía anteriormente, porque el 90% de los habitantes de estos dos las regiones más occidentales de la Polonia de antes de la guerra fueron ordenadas por el invasor a registrarse en la Deutsche Volksliste nacionalsocialista, independientemente de su voluntad. Se desconoce el número de reclutas. Los datos no existen más allá de 1943.
En junio de 1946, el Secretario de Estado británico para la Guerra informó al parlamento que entre los ciudadanos de Polonia de entreguerras que sirvieron en la Wehrmacht como reclutas extranjeros, los Aliados capturaron un total de 68.693 hombres en el noroeste de Europa. La abrumadora mayoría de ellos, 53,630, se alistó en el ejército polaco bajo el mando británico y sirvió en las Fuerzas Armadas polacas en Occidente contra los alemanes hasta el final de la Segunda Guerra Mundial.

## Una cuestión de conciencia
La República de Polonia era un país multiétnico antes de la Segunda Guerra Mundial, con casi un tercio de su población proveniente de grupos minoritarios: 13.9% ucranianos; 10% judíos; 3,1% bielorrusos; 2.3% alemanes y 3.4% por ciento checos, lituanos y rusos. Los miembros de la minoría alemana residían predominantemente, pero no exclusivamente, en las tierras del antiguo Imperio alemán. Algunos de los soldados alemanes tenían origen polaco.
Los conscriptos pertenecían a categorías a menudo muy diferentes. Algunos de ellos se consideraban a sí mismos y se sentían alemanes todo el tiempo. Otros parecían conscientes de que su servicio significaba colaboración con el enemigo. Sin embargo, la abrumadora mayoría sirvió con la idea de mantener a sus familias seguras. El único número confiable puede obtenerse de las estadísticas de las Fuerzas Armadas polacas en Occidente que enumeran 90,000 voluntarios que llegaron a la Francia devastada por la guerra para luchar por Polonia contra Alemania. Solo ellos podrían ser considerados polacos por su propia conciencia individual, mientras que aquellos que lucharon contra Polonia por su propia voluntad, y luego se establecieron en Alemania Occidental o en otros lugares, podrían clasificarse legítimamente como de sangre alemana en lugar de polacos.  La mayoría de los reclutas, provenientes de la antigua Segunda República de Polonia, fueron desplegados en la Europa occidental ocupada como no lo suficientemente confiables para servir en el Este, incluso con sus nombres ya germanizados.  Después de que terminó la guerra, muchos de ellos tenían miedo de regresar a Polonia, aunque al menos 10.000 retornaron. El servicio en la Wehrmacht fue una tragedia personal para muchos. 
También había una brigada alemana de tormenta conocida como Volksdeutscher Selbstschutz formada por la minoría alemana en Polonia . Muchos de sus miembros fueron entrenados en el Tercer Reich. Tan pronto como comenzó la guerra, Selbstschutz participó en masacres generalizadas de polacos y judíos en Prusia Occidental, Alta Silesia y Reichsgau Wartheland, junto con el Einsatzgruppen.

### Postura alemana
Al final de la Campaña polaca de septiembre, algunos ideólogos alemanes habían propuesto la creación de un Polnische Reststaat ("Estado polaco de la rabadilla ") que incluía a Hans-Adolf von Moltke en su memorándum del 23 de septiembre de 1939 y Hitler, en su discurso ante el Reichstag. en Berlín del 6 de octubre de 1939 ("der entstehende polnische Reststaat"). El Generalgouvernement für die besetzten polnischen Gebiete ("Gobierno General para los Territorios Polacos Ocupados") fue establecido por el decreto del Führer del 12 de octubre de 1939, que entró en vigor el 26 de octubre de 1939. Los alemanes contactaron a Wincenty Witos, ofreciéndole él el cargo de primer ministro, pero rechazó la oferta. Iósif Stalin, en ese momento un "aliado" de la Alemania nazi, se opuso a tal idea, afirmando que Polonia había dejado de existir y que no tenía sentido volver a crearla; durante ese tiempo el nombre "Polonia" estaba prohibido en la Unión Soviética.
Aunque las Waffen-SS en el Frente Oriental contenían una cantidad considerable de no-alemanes, nunca se formó una unidad polaca. Otras minorías de la Polonia de antes de la guerra, incluidos ucranianos, bielorrusos y rusos, sirvieron en la Wehrmacht y formaron sus propias brigadas Waffen-SS. Tales unidades existieron principalmente en las etapas posteriores de la guerra. 
Władysław Studnicki, un activista y publicista polaco proalemán durante el período de entreguerras tan temprano como el 20 de noviembre de 1939, presentó a los alemanes "Un llamamiento para restablecer el ejército polaco". Studnicki escribió que el ejército ayudaría a los alemanes en su lucha con los soviéticos, y prometió que ayudaría a encontrar voluntarios adecuados. Según él, la mayor desgracia para la nación polaca sería la ocupación soviética de todo el país y, como él dijo, un ejército formado por infantería y caballería no sería una amenaza significativa para los alemanes. Sin embargo, Berlín no expresó interés en restablecer el ejército polaco. A principios de 1940, Joseph Goebbels se reunió con Studnicki y le dijo que tales unidades no se consideraban necesarias. Studnicki, durante la misma reunión, protestó con vehemencia contra las atrocidades nazis en la Polonia ocupada, por lo que luego fue encarcelado en la infame cárcel Pawiak en Varsovia.

## ElVolksliste
La mayoría de los hombres de Polonia de antes de la guerra que sirvieron en las fuerzas armadas alemanas formaron la llamada Volksliste ("Lista del pueblo alemán"). En varias áreas, principalmente en el este de la Alta Silesia y Zaolzie, todos los ciudadanos se vieron obligados a firmar estos documentos. La falta de inscripción en el Volksliste a menudo condujo a la deportación a un campo de concentración. Muchas personas fueron obligadas por la fuerza y muchas otras se inscribieron en el Volksliste por temor a las consecuencias. Algunos de los que firmaron el Volksliste fueron reclutados más tarde en las fuerzas armadas alemanas. Fue significativo que el gobierno polaco en el exilio lo supiera y que el primer ministro general, Władysław Sikorski, aceptara su participación. Una cuarta parte de los hombres de Silesia y Casubia de la época sirvieron en la Wehrmacht.
No se sabe qué pensaba Hitler sobre los polacos como soldados, pero desconfiaba de ellos. Su opinión sobre los soldados polacos se basó en las opiniones de Erich Ludendorff, quien le recordó a Hitler que, durante la Primera Guerra Mundial, la mayoría de los polacos no quería luchar por Alemania. El 30 de marzo de 1943, la sede de las SS se negó a crear unidades polacas, citando entre las razones que: miles de polacos huyeron de los ejércitos alemán y austríaco en 1917-1918; la creación de unidades polacas significaría que polacos y alemanes deberían ser tratados oficialmente como iguales; y que los polacos mismos no estaban dispuestos a luchar por Alemania.